# كلوزية أليفة الأحراج
كلوزية أليفة الأحراج (الاسم العلمي:Clusia silvicola) هي نوع من النباتات تتبع جنس الكلوزية من فصيلة الكلوزية.